# 내셔널 리그 1
내셔널 리그 1(National League 1, 2009년까지 내셔널 디비전 투)은 잉글랜드의 세미 프로 럭비 유니온 3부 리그이다.
이 리그는 전국 규모의 잉글랜드 럭비 유니온 시스템중 최하위 리그이다. 2부 리그인 RFU 챔피언십의 플레이오프 최하위팀과 4부 리그인 내셔널 리그 2 노스와 내셔널 리그 2 사우스의 우승팀과 각각 이대회의 우승팀과 최하위 팀이 승강제를 실시한다.

## 팀 (2010-11)
- 바킹
- 블랙히스
- 블레이던
- 케임브릿지
- 신더포드
- 코벤트리
- 코니시 올 블랙스
- 런던 스코티시
- 오틀리
- 리두르스
- 맥클스필드
- 로슬린 파크
- 세드글레이
- 스투어브릿지
- 타인데일
- 와페데일